# Santa María Acú
Santa María Acú es una localidad del municipio de Halachó en el estado de Yucatán, México.

## Toponimia
El nombre (Santa María Acú) hace referencia a María de Nazareth y acú proviene del idioma maya que significa tortuga.

## Hechos históricos
- En 1910 cambia su nombre de Acú a Santa María Acú.

## Demografía
Según el censo de 2005 realizado por el INEGI, la población de la localidad era de 1349 habitantes, de los cuales 677 eran hombres y 672 eran mujeres.
| 468                         | 591 | 380 | 385 | 398 | 431 | 498 | 645 | 924 | 1190 | 1219 | 1262 | 1349 |
| (Fuente: INEGI [Consultar]) |     |     |     |     |     |     |     |     |      |      |      |      |